# Opuntia megasperma
Opuntia megasperma là một loài thực vật thuộc họ Cactaceae. Nó đang trong tình trạng dễ thương tổn, là loài đặc hữu của quần đảo Galapagos (Ecuador), chỉ giới hạn tại các đảo Floreana, San Cristobal và Espanola.

## Hình ảnh

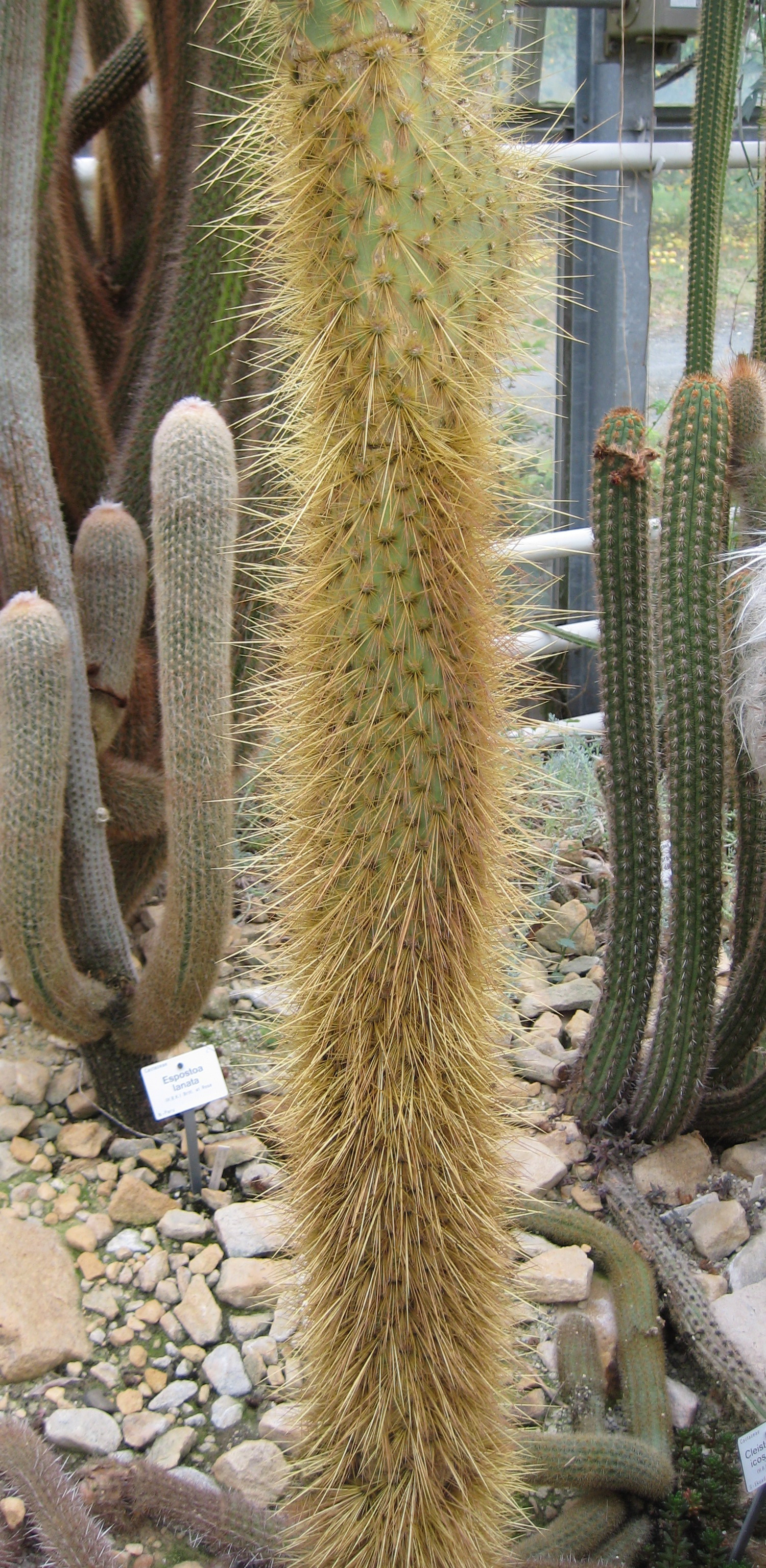